# Yolande van Henegouwen
Yolande van Henegouwen (1175-1219) was een dochter van Boudewijn V van Henegouwen, ook graaf van Namen, en Margaretha van de Elzas, de gravin van Vlaanderen. In 1193 huwde zij met Peter II van Courtenay, kleinzoon van Lodewijk VI van Frankrijk. Zij maakte zich, na de dood van haar broer Filips in 1212, meester van Namen en volgde hem op als markgravin van Namen. In 1214 maakte echter Walram III van Limburg aanspraak op Namen, uit hoofde van zijn echtgenote, Ermesinde, dochter van Hendrik de Blinde, op basis van Walrams interpretatie van het verdrag van Dinant. Het dispuut leidde tot een langdurige oorlog, tijdens dewelke Yolande met haar echtgenoot naar Constantinopel trok, waar Peter in 1217 keizer zou worden. Vóór haar vertrek in 1216 stond Yolande Namen af aan haar zoon Filips II.
Yolande had volgende kinderen:
- markgravin Margaretha van Namen (1194-1270), gehuwd met Roland van Lusignan, graaf van Issoudun en nadien van Eu (- 1219), nadien met Hendrik, heer van Vianden
- markgraaf Filips II van Namen (1195-1266)
- Sibylla (1197-1210), non
- Elisabeth (1199- na 1269), gehuwd met Gaucher, hertog van Bar sur Seine, nadien in 1220 met Odo van Bourgondië, heer van Montaigu
- Yolande (1200-1233), in 1215 gehuwd met koning Andreas II van Hongarije (1176-1235)
- Robert van Courtenay (1201-1228), keizer van Constantinopel
- Agnes (1202- na 1247), in 1217 gehuwd met Geoffroy II van Villehardouin (-1246), prins van Morea
- Maria (1204- 1222), in 1219 gehuwd met Theodorus I Lascaris (-1222), keizer van Nicea
- markgraaf Hendrik II van Namen (1206-1229)
- Eleonora (1208-1230), gehuwd met Filips I van Montfort (-1270), heer van Castres
- Constance (- 1210), non in Fontrevault
- markgraaf Boudewijn II van Namen (1218 † 1273), keizer van Constantinopel.

## Voorouders
| Voorouders van Yolande van Henegouwen | Voorouders van Yolande van Henegouwen                                        | Voorouders van Yolande van Henegouwen                                        | Voorouders van Yolande van Henegouwen                                        | Voorouders van Yolande van Henegouwen                                        | Voorouders van Yolande van Henegouwen                                          | Voorouders van Yolande van Henegouwen                                          | Voorouders van Yolande van Henegouwen                                        | Voorouders van Yolande van Henegouwen                                        |
| ------------------------------------- | ---------------------------------------------------------------------------- | ---------------------------------------------------------------------------- | ---------------------------------------------------------------------------- | ---------------------------------------------------------------------------- | ------------------------------------------------------------------------------ | ------------------------------------------------------------------------------ | ---------------------------------------------------------------------------- | ---------------------------------------------------------------------------- |
| Overgrootouders                       | Boudewijn III van Henegouwen (1087-1020) ∞ Yolanda van Gelre (1090-1131)     | Boudewijn III van Henegouwen (1087-1020) ∞ Yolanda van Gelre (1090-1131)     | Godfried van Namen (1067-1139) ∞ Ermesinde I van Namen (1080-1134)           | Godfried van Namen (1067-1139) ∞ Ermesinde I van Namen (1080-1134)           | Diederik II van Lotharingen (1100–1168) ∞ Gertrudis van Vlaanderen (1080-1117) | Diederik II van Lotharingen (1100–1168) ∞ Gertrudis van Vlaanderen (1080-1117) | Fulco V van Anjou (1091-1143) ∞ Ermengarde van Maine (1096–1126)             | Fulco V van Anjou (1091-1143) ∞ Ermengarde van Maine (1096–1126)             |
| Grootouders                           | Boudewijn IV van Henegouwen (1110-1171) ∞ 1127 Aleidis van Namen (1110-1169) | Boudewijn IV van Henegouwen (1110-1171) ∞ 1127 Aleidis van Namen (1110-1169) | Boudewijn IV van Henegouwen (1110-1171) ∞ 1127 Aleidis van Namen (1110-1169) | Boudewijn IV van Henegouwen (1110-1171) ∞ 1127 Aleidis van Namen (1110-1169) | Diederik van de Elzas (1100-1168) ∞ 1139 Sybille van Anjou (1116-1165)         | Diederik van de Elzas (1100-1168) ∞ 1139 Sybille van Anjou (1116-1165)         | Diederik van de Elzas (1100-1168) ∞ 1139 Sybille van Anjou (1116-1165)       | Diederik van de Elzas (1100-1168) ∞ 1139 Sybille van Anjou (1116-1165)       |
| Ouders                                | Boudewijn de Moedige (1150-1195)) ∞ 1139 Margaretha van de Elzas (1145-1194) | Boudewijn de Moedige (1150-1195)) ∞ 1139 Margaretha van de Elzas (1145-1194) | Boudewijn de Moedige (1150-1195)) ∞ 1139 Margaretha van de Elzas (1145-1194) | Boudewijn de Moedige (1150-1195)) ∞ 1139 Margaretha van de Elzas (1145-1194) | Boudewijn de Moedige (1150-1195)) ∞ 1139 Margaretha van de Elzas (1145-1194)   | Boudewijn de Moedige (1150-1195)) ∞ 1139 Margaretha van de Elzas (1145-1194)   | Boudewijn de Moedige (1150-1195)) ∞ 1139 Margaretha van de Elzas (1145-1194) | Boudewijn de Moedige (1150-1195)) ∞ 1139 Margaretha van de Elzas (1145-1194) |
| Yolande van Henegouwen (1175-1219)    |                                                                              |                                                                              |                                                                              |                                                                              |                                                                                |                                                                                |                                                                              |                                                                              |